# Carbon-Blanc
Carbon-Blanc è un comune francese di 6 973 abitanti situato nel dipartimento della Gironda nella regione della Nuova Aquitania.

## Società

### Evoluzione demografica
Abitanti censiti